# Toàn vẹn dữ liệu
Tính toàn vẹn dữ liệu (Tiếng Anh là Data integrity) là dữ liệu hay thông tin không bị thay đổi, mất mát trong khi lưu trữ hay truyền tải. Nói cách khác tính toàn vẹn là tính không bị hiệu chỉnh của dữ liệu. Đây là một trong 4 khía cạnh trong an toàn điện tử: toàn vẹn, xác thực (authentication), không thoái thác (nonrepudiation), tin cậy/riêng tư (reliability/privacy), ích lợi (usefulness).

## Nghiên cứu thêm
- Xiaoyun Wang; Hongbo Yu (2005). "How to Break MD5 and Other Hash Functions" (PDF). EUROCRYPT. ISBN 3-540-25910-4. Bản gốc (PDF) lưu trữ ngày 21 tháng 5 năm 2009. Truy cập ngày 8 tháng 1 năm 2013.{{Chú thích hội thảo}}:  Quản lý CS1: nhiều tên: danh sách tác giả (liên kết)